# 趙天宿
趙天宿（1569年—1615年），字伯章，號倬立，陕西西安府同州朝邑县人，民籍，明朝政治人物。

## 生平
万历二十八年（1600年）庚子科陕西乡试举人，三十五年（1607年）丁未科進士，大理寺觀政，三十六年授山西太平知县，三十八年调河内县，四十一年升南京大理寺評事，四十二年升户部主事，四十三年卒。

## 家族
曾祖趙子隆；祖父趙思忠；父趙世安；母馬氏。永感下。兄天賓（壽官）。